# Alek Popow

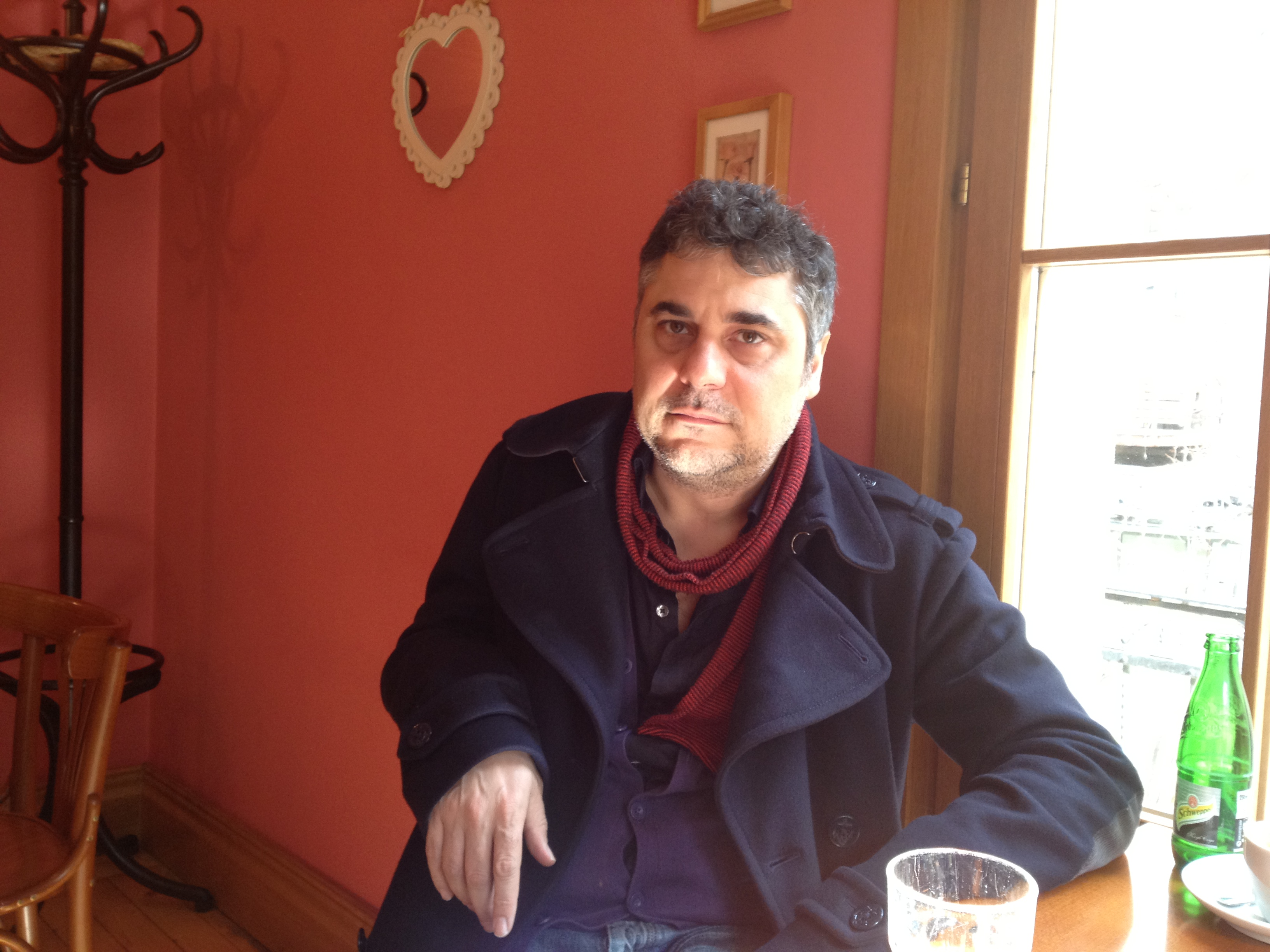
Alek Popow (2012)

Alek Wassilew Popow (bulgarisch Алек Василев Попов; geboren 16. Januar 1966 in Sofia; gestorben 22. März 2024) war ein bulgarischer Schriftsteller.

## Werdegang
Alek Popow studierte Philologie an der Universität Sofia. Er war als Kulturattaché an der  bulgarischen Botschaft in London tätig. Neben Romanen hat Alek Popow mehrere Kurzgeschichten geschrieben, die in elf Sprachen übersetzt wurden. Sein Roman Mission: London wurde von Dimitar Mitowski verfilmt.
Popow lebte in Sofia. Er starb im März 2024 im Alter von 58 Jahren.

## Werke (Auswahl)
- Mission: London. Roman. Übersetzung Alexander Sitzmann. Salzburg : Residenz, 2006
- Die Hunde fliegen tief. Roman. Übersetzung Alexander Sitzmann. Salzburg : Residenz, 2008
- Für Fortgeschrittene. Kurzgeschichten. Roman. Übersetzung Alexander Sitzmann. Salzburg : Residenz, 2009
- Schneeweißchen und Partisanenrot. Roman. Übersetzung Alexander Sitzmann. Salzburg : Residenz, 2014